# Palais de Revillagigedo
Le Palais de Revillagigedo est situé dans la ville asturienne de Gijón en Espagne. Situé dans le quartier de Cimadevilla, il forme un ensemble avec la collégiale de San Juan. C'est un exemple d'architecture palatiale asturienne du XVIIIe siècle.
Il est classé Bien d'intérêt culturel en 1974.